# Europamesterskabet i fodbold 2024 (mænd)
Europamesterskabet i fodbold 2024 var det 17. EM i fodbold. Turneringen blev afholdt i Tyskland. Der deltog 24 hold, og Spanien blev europamestre efter en finalesejr over England på 2-1. Mesterskabet var nationens fjerde, og Spanien blev dermed den nation med flest europamesterskaber i historien.

## Værtsudvælgelse
Den 8. marts 2017 meddelte UEFA, at kun to lande, Tyskland og Tyrkiet, havde vist interesse for at være vært for turneringen, før deadlinen den 3. marts 2017.
Valg af vært foregik den 27. september 2018 i Nyon, Schweiz.
| Land        | Stemmer |
| ----------- | ------- |
| Tyskland    | 12      |
| Tyrkiet     | 4       |
| Oversiddere | 1       |
| I alt       | 17      |

## Stadioner
Tyskland havde en overflod af stadioner, der opfyldte UEFAs minimumskapacitetsbehov på 40.000 pladser til EM-kampe. Ni af stadionerne var brugt under VM 2006, og de lå Berlin, Dortmund, München, Köln, Stuttgart, Hamborg, Leipzig, Frankfurt og Gelsenkirchen, som blev suppleret med Düsseldorf, som ikke havde været værtsby i 2006, men var tidligere blevet anvendt ved VM 1974 og EM 1988.
Bremens Weserstadion (37.441), Mönchengladbachs Borussia-Park (46.249), Hanovers HDI-Arena (43.000), Nürnbergs Max-Morlock-Stadion (41.000) og Kaiserslauterns Fritz-Walter-Stadion (46.000) blev ikke valgt. Stadionerne er placeret i nogle af de vigtigste tyske delstater, men størstedelen af stadionerne til EM 2024 lå i Nordrhein-Westfalen, fire af de ti værtsbyer (Dortmund, Düsseldorf, Gelsenkirchen og Köln) lå i den vestlige del af Tyskland.
| Berlin             | München                                                                                   | Dortmund                                                                                  | Gelsenkirchen     |
| ------------------ | ----------------------------------------------------------------------------------------- | ----------------------------------------------------------------------------------------- | ----------------- |
| Olympiastadion     | Allianz Arena                                                                             | Westfalenstadion                                                                          | Arena AufSchalke  |
| Kapacitet: 74.461  | Kapacitet: 70.076                                                                         | Kapacitet: 65.849                                                                         | Kapacitet: 54.740 |
|                    |                                                                                           |                                                                                           |                   |
| Stuttgart          | Berlin München Dortmund Gelsenkirchen Stuttgart Hamborg Düsseldorf Köln Leipzig Frankfurt | Berlin München Dortmund Gelsenkirchen Stuttgart Hamborg Düsseldorf Köln Leipzig Frankfurt | Hamborg           |
| MHPArena           | Berlin München Dortmund Gelsenkirchen Stuttgart Hamborg Düsseldorf Köln Leipzig Frankfurt | Berlin München Dortmund Gelsenkirchen Stuttgart Hamborg Düsseldorf Köln Leipzig Frankfurt | Volksparkstadion  |
| Kapacitet: 54.697  | Berlin München Dortmund Gelsenkirchen Stuttgart Hamborg Düsseldorf Köln Leipzig Frankfurt | Berlin München Dortmund Gelsenkirchen Stuttgart Hamborg Düsseldorf Köln Leipzig Frankfurt | Kapacitet: 52.245 |
|                    | Berlin München Dortmund Gelsenkirchen Stuttgart Hamborg Düsseldorf Köln Leipzig Frankfurt | Berlin München Dortmund Gelsenkirchen Stuttgart Hamborg Düsseldorf Köln Leipzig Frankfurt |                   |
| Düsseldorf         | Köln                                                                                      | Leipzig                                                                                   | Frankfurt         |
| Merkur Spiel-Arena | Müngersdorfer Stadion                                                                     | Red Bull Arena                                                                            | Waldstadion       |
| Kapacitet: 51.031  | Kapacitet: 49.827                                                                         | Kapacitet: 49.539                                                                         | Kapacitet: 48.387 |
|                    |                                                                                           |                                                                                           |                   |

## Kvalificerede hold
- Gruppe A: Tyskland, Schweiz, Ungarn, Skotland
- Gruppe B: Spanien, Italien, Kroatien, Albanien
- Gruppe C: England, Danmark, Slovenien, Serbien
- Gruppe D: Østrig, Frankrig, Holland, Polen
- Gruppe E: Rumænien, Belgien, Slovakiet, Ukraine
- Gruppe F: Portugal, Tyrkiet, Georgien, Tjekkiet

## Gruppespil

### Gruppe A
| Hold     | P | K | V | U | T | + | - | +/- |
| -------- | - | - | - | - | - | - | - | --- |
| Tyskland | 7 | 3 | 2 | 1 | 0 | 8 | 2 | +6  |
| Schweiz  | 5 | 3 | 1 | 2 | 0 | 5 | 3 | +2  |
| Ungarn   | 3 | 3 | 1 | 0 | 2 | 2 | 5 | -3  |
| Skotland | 1 | 3 | 0 | 1 | 2 | 2 | 7 | -5  |

| 14. juni 2024 21:00 |

| Tyskland                                                                     | 5-1 | Skotland             |
| ---------------------------------------------------------------------------- | --- | -------------------- |
| Wirtz 10' · Musiala 19' · Havertz 45+1' (straffe) · Füllkrug 68' · Can 90+3' |     | Rüdiger 10' (s.m.) · |

| Allianz Arena, München Tilskuere: 65,052 Dommer: Clément Turpin (Frankrig) |

| 15. juni 2024 15:00 |

| Ungarn    | 1-3 | Schweiz                                   |
| --------- | --- | ----------------------------------------- |
| Varga 66' |     | Duah 12' · Aebischer 45' · Embolo 90+3' · |

| RheinEnergieStadion, Köln Tilskuere: 41,676 Dommer: Slavko Vinčić (Slovenien) |

| 19. juni 2024 18:00 |

| Tyskland                   | 2-0 | Ungarn |
| -------------------------- | --- | ------ |
| Musiala 22' · Gündoğan 67' |     |        |

| MHPArena, Stuttgart Tilskuere: 54,000 Dommer: Danny Makkelie (Holland) |

| 19. juni 2024 21:00 |

| Skotland      | 1-1 | Schweiz       |
| ------------- | --- | ------------- |
| McTominay 13' |     | Shaqiri 26' · |

| Waldstadion, Frankfurt Tilskuere: 42,711 Dommer: Ivan Kružliak (Slovakiet) |

| 23. juni 2024 21:00 |

| Schweiz   | 1-1 | Tyskland         |
| --------- | --- | ---------------- |
| Ndoye 28' |     | Füllkrug 90+2' · |

| Waldstadion, Frankfurt Tilskuere: 46,685 Dommer: Daniele Orsato (Italien) |

| 23. juni 2024 21:00 |

| Skotland | 0-1 | Ungarn           |
| -------- | --- | ---------------- |
|          |     | Csoboth 90+10' · |

| MHPArena, Stuttgart Tilskuere: 54,000 Dommer: Facundo Tello (Argentina) |

### Gruppe B
| Hold     | P | K | V | U | T | + | - | +/- |
| -------- | - | - | - | - | - | - | - | --- |
| Spanien  | 9 | 3 | 3 | 0 | 0 | 5 | 0 | +5  |
| Italien  | 4 | 3 | 1 | 1 | 1 | 3 | 3 | 0   |
| Kroatien | 2 | 3 | 0 | 2 | 1 | 3 | 6 | -3  |
| Albanien | 1 | 3 | 0 | 1 | 2 | 3 | 5 | -2  |

| 15. juni 2024 18:00 |

| Spanien                                  | 3-0 | Kroatien |
| ---------------------------------------- | --- | -------- |
| Morata 29' · Fabián 32' · Carvajal 45+2' |     |          |

| Olympiastadion, Berlin Tilskuere: 68,844 Dommer: Michael Oliver (England) |

| 15. juni 2024 21:00 |

| Italien                   | 2-1 | Albanien     |
| ------------------------- | --- | ------------ |
| Bastoni 11' · Barella 16' |     | Bajrami 1' · |

| Westfalenstadion, Dortmund Tilskuere: 60,512 Dommer: Felix Zwayer (Tyskland) |

| 19. juni 2024 15:00 |

| Kroatien                          | 2-2 | Albanien                   |
| --------------------------------- | --- | -------------------------- |
| Kramarić 74' · Gjasula 76' (s.m.) |     | Laçi 11' · Gjasula 90+5' · |

| Volksparkstadion, Hamborg Tilskuere: 46,784 Dommer: François Letexier (Frankrig) |

| 20. juni 2024 21:00 |

| Spanien             | 1-0 | Italien |
| ------------------- | --- | ------- |
| Kramarić 74' (s.m.) |     |         |

| Arena AufSchalke, Gelsenkirchen Tilskuere: 46,784 Dommer: Slavko Vinčić (Slovenien) |

| 24. juni 2024 21:00 |

| Albanien | 0-1 | Spanien      |
| -------- | --- | ------------ |
|          |     | Torres 13' · |

| Arena AufSchalke, Gelsenkirchen Tilskuere: 46,586 Dommer: Glenn Nyberg (Sverige) |

| 24. juni 2024 21:00 |

| Kroatien   | 1-1 | Italien          |
| ---------- | --- | ---------------- |
| Modrić 55' |     | Zaccagni 90+8' · |

| Red Bull Arena, Leipzig Tilskuere: 38,322 Dommer: Danny Makkelie (Holland) |

### Gruppe C
| Hold      | P | K | V | U | T | + | - | +/- |
| --------- | - | - | - | - | - | - | - | --- |
| England   | 5 | 3 | 1 | 2 | 0 | 2 | 0 | +1  |
| Danmark   | 3 | 3 | 0 | 3 | 0 | 2 | 3 | 0   |
| Slovenien | 3 | 3 | 0 | 3 | 0 | 2 | 6 | 0   |
| Serbien   | 2 | 3 | 0 | 2 | 1 | 1 | 5 | -1  |

| 16. juni 2024 18:00 |

| Slovenien | 1-1 | Danmark       |
| --------- | --- | ------------- |
| Janža 77' |     | Eriksen 17' · |

| MHPArena, Stuttgart Tilskuere: 54,000 Dommer: Sandro Schärer (Schweiz) |

| 16. juni 2024 21:00 |

| Serbien | 0-1 | England          |
| ------- | --- | ---------------- |
|         |     | Bellingham 13' · |

| MHPArena, Stuttgart Tilskuere: 48,953 Dommer: Daniele Orsato (Italien) |

| 20. juni 2024 15:00 |

| Slovenien     | 1-1 | Serbien     |
| ------------- | --- | ----------- |
| Karničnik 69' |     | Jović 13' · |

| Allianz Arena, München Tilskuere: 63,028 Dommer: István Kovács (Rumænien) |

| 20. juni 2024 15:00 |

| Danmark      | 1-1 | England    |
| ------------ | --- | ---------- |
| Hjulmand 34' |     | Kane 18' · |

| Deutsche Bank Park, Frankfurt Tilskuere: 46,177 Dommer: Artur Soares Dias (Portugal) |

| 25. juni 2024 21:00 |

| England | 0-0 | Slovenien |
| ------- | --- | --------- |
|         |     |           |

| RheinEnergieStadion, Köln Tilskuere: 41,536 Dommer: Clément Turpin (Frankrig) |

| 25. juni 2024 21:00 |

| Danmark | 0-0 | Serbien |
| ------- | --- | ------- |
|         |     |         |

| Allianz Arena, München Tilskuere: 64,288 Dommer: François Letexier (Frankrig) |

### Gruppe D
| Hold     | P | K | V | U | T | + | - | +/- |
| -------- | - | - | - | - | - | - | - | --- |
| Østrig   | 6 | 3 | 2 | 0 | 1 | 6 | 4 | +2  |
| Frankrig | 5 | 3 | 1 | 2 | 0 | 2 | 1 | +1  |
| Holland  | 4 | 3 | 1 | 1 | 1 | 4 | 4 | 0   |
| Polen    | 2 | 3 | 0 | 1 | 2 | 3 | 6 | -3  |

| 16. juni 2024 15:00 |

| Polen     | 1-2 | Holland                    |
| --------- | --- | -------------------------- |
| Buksa 16' |     | Gakpo 29' · Weghorst 83' · |

| Volksparkstadion, Hamborg Tilskuere: 48,117 Dommer: Artur Soares Dias (Portugal) |

| 17. juni 2024 21:00 |

| Østrig | 0-1 | Frankrig           |
| ------ | --- | ------------------ |
|        |     | Wöber 38' (s.m.) · |

| Merkur Spiel-Arena, Düsseldorf Tilskuere: 46,425 Dommer: Jesús Gil Manzano (Spanien) |

| 21. juni 2024 18:00 |

| Polen      | 1-3 | Østrig                                                    |
| ---------- | --- | --------------------------------------------------------- |
| Piątek 30' |     | Trauner 9' · Baumgartner 66' · Arnautović 78' (straffe) · |

| Olympiastadion, Berlin Tilskuere: 69,455 Dommer: Halil Umut Meler (Tyrkiet) |

| 21. juni 2024 21:00 |

| Holland | 0-0 | Frankrig |
| ------- | --- | -------- |
|         |     |          |

| Red Bull Arena, Leipzig Tilskuere: 38,531 Dommer: Anthony Taylor (England) |

| 25. juni 2024 18:00 |

| Holland               | 2-3 | Østrig                                        |
| --------------------- | --- | --------------------------------------------- |
| Gakpo 47' · Depay 75' |     | Malen 6' (s.m.) · Schmid 59' · Sabitzer 80' · |

| Olympiastadion, Berlin Tilskuere: 68,363 Dommer: Ivan Kružliak (Slovakiet) |

| 25. juni 2024 18:00 |

| Frankrig             | 1-1 | Polen                       |
| -------------------- | --- | --------------------------- |
| Mbappe 56' (straffe) |     | Lewandowski 79' (straffe) · |

| Westfalenstadion, Dortmund Tilskuere: 59,728 Dommer: Marco Guida (Italien) |

### Gruppe E
| Hold      | P | K | V | U | T | + | - | +/- |
| --------- | - | - | - | - | - | - | - | --- |
| Rumænien  | 4 | 3 | 1 | 1 | 1 | 4 | 3 | +1  |
| Belgien   | 4 | 3 | 1 | 1 | 1 | 2 | 1 | +1  |
| Slovakiet | 4 | 3 | 1 | 1 | 1 | 3 | 3 | 0   |
| Ukraine   | 4 | 3 | 1 | 1 | 1 | 2 | 4 | -2  |

| 17. juni 2024 15:00 |

| Rumænien                                | 3-0 | Ukraine |
| --------------------------------------- | --- | ------- |
| Stanciu 29' · R. Marin 53' · Drăguș 57' |     |         |

| Allianz Arena, München Tilskuere: 61,591 Dommer: Glenn Nyberg (Sverige) |

| 17. juni 2024 18:00 |

| Belgien | 0-1 | Slovakiet    |
| ------- | --- | ------------ |
|         |     | Schranz 7' · |

| Deutsche Bank Park, Frankfurt Tilskuere: 45,181 Dommer: Halil Umut Meler (Tyrkiet) |

| 21. juni 2024 15:00 |

| Slovakiet   | 1-2 | Ukraine                          |
| ----------- | --- | -------------------------------- |
| Schranz 17' |     | Shaparenko 54' · Yaremchuk 80' · |

| Merkur Spiel-Arena, Düsseldorf Tilskuere: 43,910 Dommer: Michael Oliver (England) |

| 22. juni 2024 21:00 |

| Belgien                      | 2-0 | Rumænien |
| ---------------------------- | --- | -------- |
| Tielemans 2' · De Bruyne 80' |     |          |

| RheinEnergieStadion, Köln Tilskuere: 42,535 Dommer: Szymon Marciniak (Polen) |

| 26. juni 2024 18:00 |

| Slovakiet | 1-1 | Rumænien                 |
| --------- | --- | ------------------------ |
| Duda 24'  |     | R. Marin 37' (straffe) · |

| Deutsche Bank Park, Frankfurt Tilskuere: 45,033 Dommer: Daniel Siebert (Tyskland) |

| 26. juni 2024 18:00 |

| Ukraine  | 0-0 | Belgien                  |
| -------- | --- | ------------------------ |
| Duda 24' |     | R. Marin 37' (straffe) · |

| MHPArena, Stuttgart Tilskuere: 54,000 Dommer: Anthony Taylor (England) |

### Gruppe F
| Hold     | P | K | V | U | T | + | - | +/- |
| -------- | - | - | - | - | - | - | - | --- |
| Portugal | 6 | 3 | 2 | 0 | 1 | 5 | 3 | +3  |
| Tyrkiet  | 6 | 3 | 2 | 0 | 1 | 5 | 5 | 0   |
| Georgien | 4 | 3 | 1 | 1 | 1 | 4 | 4 | 0   |
| Tjekkiet | 1 | 3 | 0 | 1 | 2 | 3 | 5 | -2  |

| 18. juni 2024 18:00 |

| Tyrkiet                                   | 3-1 | Georgien         |
| ----------------------------------------- | --- | ---------------- |
| Müldür 25' · Güler 65' · Aktürkoğlu 90+7' |     | Mikautadze 32' · |

| Westfalenstadion, Dortmund Tilskuere: 59,127 Dommer: Facundo Tello (Argentina) |

| 18. juni 2024 21:00 |

| Portugal                            | 2-1 | Tjekkiet     |
| ----------------------------------- | --- | ------------ |
| Hranáč 69' (s.m.) · Conceição 90+2' |     | Provod 62' · |

| Red Bull Arena, Leipzig Tilskuere: 38,421 Dommer: Marco Guida (Italien) |

| 22. juni 2024 15:00 |

| Georgien                   | 1-1 | Tjekkiet     |
| -------------------------- | --- | ------------ |
| Mikautadze 45+4' (straffe) |     | Schick 59' · |

| Volksparkstadion, Hamborg Tilskuere: 46,524 Dommer: Daniel Siebert (Tyskland) |

| 22. juni 2024 18:00 |

| Tyrkiet | 0-3 | Portugal                                            |
| ------- | --- | --------------------------------------------------- |
|         |     | B. Silva 21' · Akaydin 28' (s.m.) · Fernandes 56' · |

| Westfalenstadion, Dortmund Tilskuere: 61,047 Dommer: Felix Zwayer (Tyskland) |

| 26. juni 2024 21:00 |

| Georgien                                    | 2-0 | Portugal |
| ------------------------------------------- | --- | -------- |
| Kvaratskhelia 2' · Mikautadze 57' (straffe) |     |          |

| Arena AufSchalke, Gelsenkirchen Tilskuere: 49,616 Dommer: Sandro Schärer (Schweiz) |

| 26. juni 2024 21:00 |

| Tjekkiet   | 1-2 | Tyrkiet                        |
| ---------- | --- | ------------------------------ |
| Souček 66' |     | Çalhanoğlu 51' · Tosun 90+4' · |

| Volksparkstadion, Hamborg Tilskuere: 47,683 Dommer: István Kovács (Rumænien) |

### Rangering af Tredje-pladser
| Pos | Gruppe | Hold      | P | K | V | U | T | + | - | +/- |
| --- | ------ | --------- | - | - | - | - | - | - | - | --- |
| 1   | D      | Holland   | 4 | 3 | 1 | 1 | 1 | 4 | 4 | 0   |
| 2   | F      | Georgien  | 4 | 3 | 1 | 1 | 1 | 4 | 4 | 0   |
| 3   | E      | Slovakiet | 4 | 3 | 1 | 1 | 1 | 3 | 3 | 0   |
| 4   | C      | Slovenien | 3 | 3 | 0 | 3 | 0 | 2 | 2 | 0   |
| 5   | A      | Ungarn    | 3 | 3 | 1 | 0 | 2 | 2 | 5 | -3  |
| 6   | B      | Kroatien  | 2 | 3 | 0 | 2 | 1 | 3 | 6 | -3  |

## Slutspil
|  | Ottendedelsfinaler                | Ottendedelsfinaler       |                           |       | Kvartfinaler | Kvartfinaler |  |  | Semifinaler | Semifinaler |  |  | Finale | Finale |
|  |                                   |                          |                           |       |              |              |  |  |             |             |  |  |        |        |
|  | 29. juni 2024 – Berlin            |                          |                           |       |              |              |  |  |             |             |  |  |        |        |
|  |                                   |                          |                           |       |              |              |  |  |             |             |  |  |        |        |
|  | Schweiz                           | 2                        |                           |       |              |              |  |  |             |             |  |  |        |        |
|  | Schweiz                           | 2                        | 6. juli 2024 – Düsseldorf |       |              |              |  |  |             |             |  |  |        |        |
|  | Italien                           | 0                        |                           |       |              |              |  |  |             |             |  |  |        |        |
|  | Italien                           | 0                        | England (p)               | 1 (5) |              |              |  |  |             |             |  |  |        |        |
|  | 30. juni 2024 – Gelsenkirchen     |                          | England (p)               | 1 (5) |              |              |  |  |             |             |  |  |        |        |
|  |                                   | Schweiz                  | 1 (3)                     |       |              |              |  |  |             |             |  |  |        |        |
|  | England (efs)                     | Schweiz                  | 1 (3)                     | 2     |              |              |  |  |             |             |  |  |        |        |
|  | England (efs)                     |                          | 10. juli 2024 – Dortmund  | 2     |              |              |  |  |             |             |  |  |        |        |
|  | Slovakiet                         | 1                        |                           |       |              |              |  |  |             |             |  |  |        |        |
|  | Slovakiet                         | 1                        | Holland                   | 1     |              |              |  |  |             |             |  |  |        |        |
|  | 2. juli 2024 – München            |                          | Holland                   | 1     |              |              |  |  |             |             |  |  |        |        |
|  |                                   | England                  | 2                         |       |              |              |  |  |             |             |  |  |        |        |
|  | Rumænien                          | England                  | 2                         | 0     |              |              |  |  |             |             |  |  |        |        |
|  | Rumænien                          | 6. juli 2024 – Berlin    |                           | 0     |              |              |  |  |             |             |  |  |        |        |
|  | Holland                           | 3                        |                           |       |              |              |  |  |             |             |  |  |        |        |
|  | Holland                           | 3                        | Holland                   | 2     |              |              |  |  |             |             |  |  |        |        |
|  | 2. juli 2024 – Leipzig            |                          | Holland                   | 2     |              |              |  |  |             |             |  |  |        |        |
|  |                                   | Tyrkiet                  | 1                         |       |              |              |  |  |             |             |  |  |        |        |
|  | Østrig                            | Tyrkiet                  | 1                         | 1     |              |              |  |  |             |             |  |  |        |        |
|  | Østrig                            |                          | 11. juli 2021 – Berlin    | 1     |              |              |  |  |             |             |  |  |        |        |
|  | Tyrkiet                           | 2                        |                           |       |              |              |  |  |             |             |  |  |        |        |
|  | Tyrkiet                           | 2                        | Spanien                   | 2     |              |              |  |  |             |             |  |  |        |        |
|  | 29. juni 2024 – Dortmund          |                          | Spanien                   | 2     |              |              |  |  |             |             |  |  |        |        |
|  |                                   | England                  | 1                         |       |              |              |  |  |             |             |  |  |        |        |
|  | Tyskland                          | England                  | 1                         | 2     |              |              |  |  |             |             |  |  |        |        |
|  | Tyskland                          | 5. juli 2024 – Stuttgart |                           | 2     |              |              |  |  |             |             |  |  |        |        |
|  | Danmark                           | 0                        |                           |       |              |              |  |  |             |             |  |  |        |        |
|  | Danmark                           | 0                        | Spanien (efs)             | 2     |              |              |  |  |             |             |  |  |        |        |
|  | 30. juni 2024 – Kôln              |                          | Spanien (efs)             | 2     |              |              |  |  |             |             |  |  |        |        |
|  |                                   | Tyskland                 | 1                         |       |              |              |  |  |             |             |  |  |        |        |
|  | Spanien                           | Tyskland                 | 1                         | 4     |              |              |  |  |             |             |  |  |        |        |
|  | Spanien                           |                          | 9. juli 2024 – München    | 4     |              |              |  |  |             |             |  |  |        |        |
|  | Georgien                          | 1                        |                           |       |              |              |  |  |             |             |  |  |        |        |
|  | Georgien                          | 1                        | Spanien                   | 2     |              |              |  |  |             |             |  |  |        |        |
|  | 27. juni 2024 – Düsseldorf        |                          | Spanien                   | 2     |              |              |  |  |             |             |  |  |        |        |
|  |                                   | Frankrig                 | 1                         |       |              |              |  |  |             |             |  |  |        |        |
|  | Frankrig                          | Frankrig                 | 1                         | 1     |              |              |  |  |             |             |  |  |        |        |
|  | Frankrig                          | 5. juli 2024 – Hamborg   |                           | 1     |              |              |  |  |             |             |  |  |        |        |
|  | Belgien                           | 0                        |                           |       |              |              |  |  |             |             |  |  |        |        |
|  | Belgien                           | 0                        | Portugal                  | 0 (3) |              |              |  |  |             |             |  |  |        |        |
|  | 26. juni 2024 – Frankfurt am Main |                          | Portugal                  | 0 (3) |              |              |  |  |             |             |  |  |        |        |
|  |                                   | Frankrig (p)             | 0 (5)                     |       |              |              |  |  |             |             |  |  |        |        |
|  | Portugal (p)                      | Frankrig (p)             | 0 (5)                     | 0 (3) |              |              |  |  |             |             |  |  |        |        |
|  | Portugal (p)                      |                          |                           | 0 (3) |              |              |  |  |             |             |  |  |        |        |
|  | Slovenien                         | 0 (0)                    |                           |       |              |              |  |  |             |             |  |  |        |        |
|  | Slovenien                         | 0 (0)                    |                           |       |              |              |  |  |             |             |  |  |        |        |

### Ottendedelsfinale
| 29. juni 2024 18:00 |

| Schweiz                  | 2-0 | Italien |
| ------------------------ | --- | ------- |
| Freuler 37' · Vargas 46' |     |         |

| Olympiastadion, Berlin Tilskuere: 68,172 Dommer: Szymon Marciniak (Polen) |

| 29. juni 2024 21:00 |

| Tyskland                            | 2-0 | Danmark |
| ----------------------------------- | --- | ------- |
| Havertz 53' (straffe) · Musiala 68' |     |         |

| Westfalenstadion, Dortmund Tilskuere: 61,612 Dommer: Michael Oliver (England) |

| 30. juni 2024 18:00 |

| England                     | 2-1 (e.f.s.) | Slovakiet     |
| --------------------------- | ------------ | ------------- |
| Bellingham 90+5' · Kane 91' |              | Schranz 25' · |

| Arena AufSchalke, Gelsenkirchen Tilskuere: 47,244 Dommer: Halil Umut Meler (Tyrkiet) |

| 30. juni 2024 21:00 |

| Spanien                                          | 4-1 | Georgien                |
| ------------------------------------------------ | --- | ----------------------- |
| Rodri 39' · Fabián 51' · Williams 75' · Olmo 83' |     | Le Normand (s.m.) 18' · |

| RheinEnergieStadion, Köln Tilskuere: 42,233 Dommer: François Letexier (Frankrig) |

| 1. juli 2024 18:00 |

| Frankrig              | 1-0 | Belgien |
| --------------------- | --- | ------- |
| Vertonghen 85' (s.m.) |     |         |

| Merkur Spiel-Arena, Düsseldorf Tilskuere: 46,810 Dommer: Glenn Nyberg (Sverige) |

| 1. juli 2024 21:00 |

| Portugal                   | 0-0 (e.f.s.)             | Slovenien              |
| -------------------------- | ------------------------ | ---------------------- |
|                            |                          |                        |
|                            | Straffesparkskonkurrence |                        |
| Ronaldo Fernandes B. Silva | 3-0                      | Iličić Balkovec Verbič |

| Waldstadion, Frankfurt Tilskuere: 46,576 Dommer: Daniele Orsato (Italien) |

| 2. juli 2024 18:00 |

| Rumænien | 0-3 | Holland                        |
| -------- | --- | ------------------------------ |
|          |     | Gakpo 20' · Malen 83', 90+3' · |

| Allianz Arena, München Tilskuere: 65,012 Dommer: Felix Zwayer (Tyskland) |

| 2. juli 2024 21:00 |

| Østrig          | 1-2 | Tyrkiet           |
| --------------- | --- | ----------------- |
| Gregoritsch 66' |     | Demiral 1', 59' · |

| Red Bull Arena, Leipzig Tilskuere: 38,305 Dommer: Artur Soares Dias (Portugal) |

### Kvartfinale
| 5. juli 2024 18:00 |

| Spanien                | 2-1 (e.f.s.) | Tyskland    |
| ---------------------- | ------------ | ----------- |
| Olmo 51' · Merino 119' |              | Wirtz 89' · |

| MHPArena, Stuttgart Tilskuere: 54,000 Dommer: Anthony Taylor (England) |

| 5. juli 2024 21:00 |

| Portugal                      | 0-0 (e.f.s.)             | Frankrig                                |
| ----------------------------- | ------------------------ | --------------------------------------- |
|                               |                          |                                         |
|                               | Straffesparkskonkurrence |                                         |
| Ronaldo B. Silva Félix Mendes | 3-5                      | Dembélé Fofana Koundé Barcola Hernández |

| Volksparkstadion, Hamborg Tilskuere: 47,789 Dommer: Michael Oliver (England) |

| 6. juli 2024 18:00 |

| England                                       | 1-1 (e.f.s.)             | Schweiz                      |
| --------------------------------------------- | ------------------------ | ---------------------------- |
| Saka 80'                                      |                          | Embolo 75'                   |
|                                               | Straffesparkskonkurrence |                              |
| Palmer Bellingham Saka Toney Alexander-Arnold | 5-3                      | Akanji Schär Shaqiri Amdouni |

| Merkur Spiel-Arena, Düsseldorf Tilskuere: 46,907 Dommer: Daniele Orsato (Italien) |

| 6. juli 2024 21:00 |

| Holland                         | 2-1 | Tyrkiet       |
| ------------------------------- | --- | ------------- |
| de Vrij 70' · Müldür 76' (s.m.) |     | Akaydin 35' · |

| Olympiastadion, Berlin Tilskuere: 70.091 Dommer: Clément Turpin (Frankrig) |

### Semifinale
| 9. juli 2024 21:00 |

| Spanien              | 2-1 | Frankrig        |
| -------------------- | --- | --------------- |
| Yamal 21' · Olmo 25' |     | Kolo Muani 9' · |

| Allianz Arena, München Tilskuere: 62,042 Dommer: Slavko Vinčić (Slovenien) |

| 10. juli 2024 21:00 |

| Holland   | 1-2 | England                           |
| --------- | --- | --------------------------------- |
| Simons 7' |     | Kane 9' (straffe) · Watkins 90' · |

| Westfalenstadion, Dortmund Tilskuere: 62,042 Dommer: Felix Zwayer (Tyskland) |

### Finale
Hovedartikel: EM 2024 - Finalen
| 14. juli 2024 21:00 |

| Spanien                      | 2-1 | England      |
| ---------------------------- | --- | ------------ |
| Williams 47' · Oyarzabal 86' |     | Palmer 73' · |

| Olympiastadion, Berlin Tilskuere: 65,600 Dommer: François Letexier (Frankrig) |